# Afhandling
En afhandling (af tysk: abhandlung) er en faglig eller (især) videnskabelig tekst eller artikel. For at teksten kan betragtes som en afhandling skal den være "en færdig og udtømmende redegørelse" for et emne.  En specialeafhandling (ofte blot kaldet et speciale) er en afhandling, der skrives som den afsluttende eksamen på universitetsuddannelser og lignende, og skal demonstrere at den studerende mestrer de for faget relevante metodiske værktøjer. 
Ironisk bruges udtrykket også om et alt for langt indlæg i en debat, eksempelvis "han kom med en mindre afhandling om sit synspunkt".